# Marmorevandfaldene
Marmorevandfaldene (Cascata delle Marmore) er et, eller rettere tre kunstige vandfald, skabt af romerne for mere end 2000 år siden . Faldenes samlede højde er 165 m, og dermed er de verdens højeste menneskeskabte vandfald. Det øverste vandfald er det højeste af de tre, med en faldhøjde på 83 m.
Vandfaldene ligger knap 8 km fra byen Terni i regionen Umbrien i Italien.

## Historie
Velinofloden løber gennem højlandet omkring byen Rieti. I oldtiden gav floden vand til et vådområde, som man mente var med til at gøre indbyggerne syge (muligvis af malaria). For at fjerne truslen besluttede den romerske konsul Manlius Curius Dentatus i 271 f.Kr. at dræne området. Han iværksatte bygningen af en kanal, der skulle lede det stillestående vand ned i en naturlig kløft ved Marmore. Herfra faldt vandet ned i Nerafloden, der løb i bunden af kløften. Dette skabte imidlertid et nyt problem. Når der var højvande i Velinofloden, løb vandet fra denne flod via Nerafloden og truede med at oversvømme Terni. Situationen blevet taget op i det romerske senat i 54 f.Kr. Aulus Pompeius repræsenterede Rieti og Cicero repræsenterede Terni. Senatet gjorde dog ikke noget ved problemet, som fik lov at fortsætte.
Kanalen blev ikke vedligeholdt, og med årene blev vandstrømningen gennem denne mindre og mindre, så vådområdet omkring Rieti begyndte at genopstå. Pave Gregor XII beordrede en ny kanal gravet for at genskabe afstrømningen. I 1545 beordrede også pave Paul III en ny kanal gravet. I forbindelse med denne skulle opføres en "ventil", som kunne regulere vandstrømningen i kanalen. Da kanalen var færdig i 1598 blev den indviet af pave Clemens VII, der opkaldte kanalen efter sig selv. 
I de to følgende århundreder skabte eksistensen af kanalen problemer for området langs Nerafloden, da denne tit gik over sine bredder som følge af vandet fra Velinofloden. Pave Pius VI iværksatte et arbejde, der skulle ændre på terrasserne under faldet. Det løste de fleste problemer, og gav faldene det udseende, de har i dag.
I 1896 begyndte man at udnytte vandet i kanalen som drivkraft for et stålværk, og i årene efter begyndte man at lave elektricitet af vandkraften.

## Faldene i dag
Det meste af tiden løber vandet i faldene ind i et hydroelektrisk kraftværk, og kun en begrænset mængde vand, løber ned over faldene. Piedilucosøen, over faldene, anvendes som vandreservoir for elektricitetsværket. Værket, der er opført i 1929, producerer omkring 530 MW. For at tiltrække turister, ledes vandet et par gange om dagen på faste tidspunkter uden om kraftværket, så vandfaldene kan ses i "fuld styrke". De fleste turister kommer på de tidspunkter, hvor der "lukkes op" for vandet. 
Der opkræves entre for at komme ind og se vandfaldene på nært hold. En sti fører fra bunden af faldene op til toppen af disse. Undervejs fører en kort tunnel gennem bjerget til en observationsplatform lige ved siden af faldet. Fra en tilsvarende platform ved toppen af faldene, har man udsigt over dalen nedenfor.

## Links
- Officiel hjemmeside for faldene på italiensk og engelsk

43°N 13°Ø / 43°N 13°Ø